# Państwowy Inspektorat Gospodarki Paliwowo-Energetycznej
Państwowy Inspektorat Gospodarki Paliwowo-Energetycznej – centralna jednostka organizacyjna rządu istniejąca w latach 1962–1978, powołana w celu racjonalnego wykorzystania zasobów energetycznych, właściwego gospodarowania paliwami stałymi i ciekłymi oraz przebiegu ich eksploatacji. 

## Powołanie Inspektoratu
Na podstawie ustawy z 1962 r. o gospodarce paliwowo-energetycznej ustanowiono Państwowy Inspektorat Gospodarki Paliwowo-Energetycznej, który stanowił naczelny organ administracji państwowej podległy Ministrowi Górnictwa i Energetyki.

## Zakres działania Inspektoratu
Na podstawie rozporządzenia Rady Ministrów z 1962 r. do zakresu działania Inspektoratu należało opracowywanie spraw z zakresu gospodarki paliwowo-energetycznej oraz sprawowanie państwowego nadzoru i kontroli w tym zakresie.
W szczególności do zakresu działania Inspektoratu należało:
- opracowywanie projektów przepisów z zakresu gospodarki paliwowo-energetycznej,
- wykonywanie kontroli przestrzegania przepisów i zasad w zakresie gospodarki paliwowo-energetycznej,
- opracowywanie wymagań jakościowych dla poszczególnych rodzajów paliw i energii,
- opracowywanie zasad stosowania poszczególnych rodzajów paliw i energii w podstawowych grupach zużycia,
- analizowanie i opiniowanie bilansów paliw i energii,
- opracowywanie programów oszczędności paliw i energii,
- analizowanie i opiniowanie normatywów i wskaźników jednostkowego zużycia paliw i energii,
- inicjowanie ograniczeń dostaw paliw i energii w okresach niedoboru,
- wykonywanie funkcji państwowego nadzoru w zakresie użytkowania paliw i energii oraz eksploatacji urządzeń energetycznych,
- stawianie wniosków w sprawie stosowania środków zmierzających do racjonalnego użytkowania paliw i energii oraz nakazywanie - zgodnie z obowiązującymi przepisami - stosowania odpowiednich środków w przypadkach zagrożenia bezpieczeństwa,
- opracowywanie wymagań dotyczących maszyn i urządzeń energetycznych w zakresie zużycia albo przetwarzania paliw i energii,
- stawianie wniosków w zakresie potrzeb maszyn i urządzeń energetycznych zarówno z produkcji krajowej, jak i z importu,
- stawianie wniosków w sprawie zaprzestania użytkowania maszyn i urządzeń energetycznych pracujących nieracjonalnie,
- stawianie wniosków w przedmiocie dopuszczenia do ruchu lub do obrotu urządzeń w przypadku niezgodności ich z warunkami technicznymi, ustalonymi ze względu na racjonalną gospodarkę paliwowo-energetyczną,
- inicjowanie i stawianie wniosków w sprawie dokonywania inwestycji i modernizacji maszyn i urządzeń w celu racjonalnego użytkowania paliw i energii, a w szczególności urządzeń mogących służyć do wspólnego zaopatrywania w energię kilku użytkowników lub wykorzystania możliwości gospodarki skojarzonej,
- opiniowanie zamierzeń inwestycyjnych w dziedzinie gospodarki paliwowo-energetycznej,
- opiniowanie w zakresie ustalonym przez Radę Ministrów normatywów projektowania oraz projektów budowlanych pod względom wymagań racjonalnej gospodarki paliwowo-energetycznej,
- prowadzenie prac analitycznych i badań nad gospodarką paliwowo-energetyczną,
- opiniowanie planów postępu technicznego w zakresie użytkowania paliw i energii,
- inicjowanie prac naukowo-badawczych w zakresie użytkowania paliw i energii,
- inicjowanie i współpraca w dziedzinie zmian w systemie cen paliw i energii oraz urządzeń energetycznych, jak również zmian dotyczących stosowania innych bodźców ekonomicznych, mających na celu podniesienie racjonalności użytkowania paliw i energii,
- popularyzowanie zasad racjonalnego użytkowania paliw i energii,
- inicjowanie usprawnień działalności w zakresie remontów i konserwacji urządzeń energetycznych,
- inicjowanie i prowadzenie działalności w zakresie doradztwa z dziedziny racjonalnego użytkowania paliw i energii,
- inicjowanie działalności mającej na celu zapewnienie pokrycia potrzeb kadrowych w służbach energetycznych oraz podniesienia poziomu ich kwalifikacji,
- sprawdzanie uprawnień kwalifikacyjnych osób zatrudnionych przy eksploatacji, konserwacji i naprawie urządzeń energetycznych,
- występowanie z wnioskami lub orzekanie o karach pieniężnych, określonych przepisami o gospodarce paliwowo-energetycznej,
- wykonywanie innych zadań z zakresu gospodarki paliwowo-energetycznej przekazanych lub zleconych przepisami szczególnymi.

Główny Inspektor Gospodarki Paliwowo-Energetycznej współpracował z zainteresowanymi naczelnymi i centralnymi organami administracji państwowej oraz prezydiami wojewódzkich (miast wyłączonych z województw) rad narodowych w sprawach związanych z gospodarką paliwowo-energetyczną.
Inspektorat współdziałał przy wykonywaniu swych zadań z właściwymi organami administracji państwowej, placówkami naukowo-badawczymi, stowarzyszeniami naukowo-technicznymi, związkami zawodowymi i innymi organizacjami zawodowymi.

## Zniesienie Inspektoratu
Na podstawie z ustawy 1978 r. zmieniającą ustawę o gospodarce paliwowo-energetycznej w miejsce Państwowego Inspektoratu Gospodarki Paliwowo-Energetycznej powołano Głównego Inspektora Gospodarki Energetycznej.